# Cetula (Ukraina)
Cetula (ukr. Цетуля) – wieś na Ukrainie, w rejonie jaworowskim obwodu lwowskiego. Wieś liczy około 310 mieszkańców.
W II Rzeczypospolitej do 1934 samodzielna gmina jednostkowa. Następnie należała do zbiorowej wiejskiej gminy Szkło w powiecie jaworowskim w woj. lwowskim. Po wojnie wieś weszła w struktury administracyjne Związku Radzieckiego.